# Partialfilterung

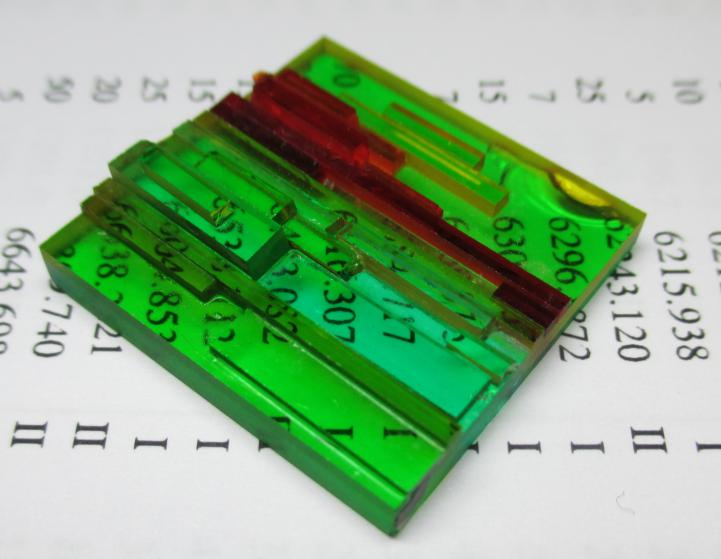
Partialfilter, hergestellt durch Aufkitten von optischen Farbglasfiltern auf Teilflächen; Einsatz ausschließlich in hochwertigen Photometermessköpfen.

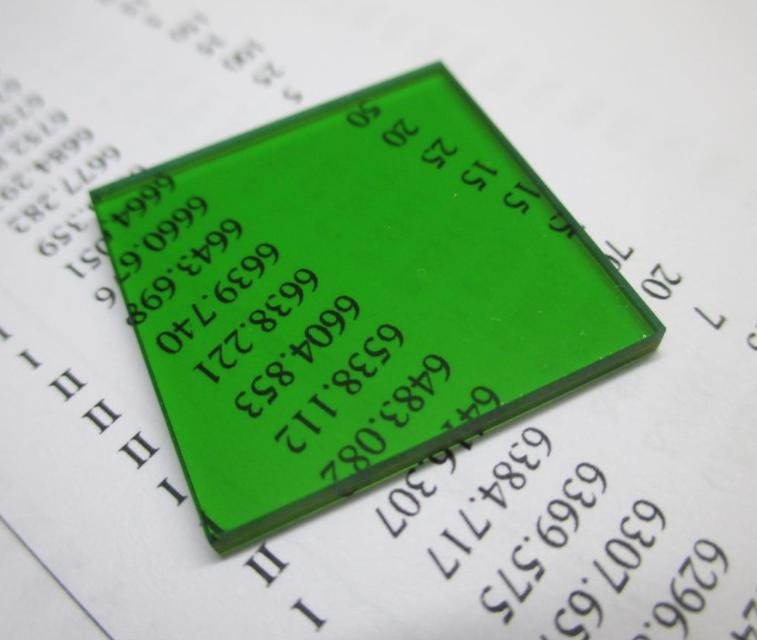
Vollfilter, hergestellt durch vollflächiges Verkitten von optischen Farbglasfiltern; Einsatz in regulären Photometermessköpfen.

Die Partialfilterung (engl. mosaik filtering) stellt eine Erweiterung der Vollfilterung von Photometermessköpfen dar. Neben der Nachbildung der Wirkfunktion „photopisch“ kann auch „skotopisch“ hergestellt werden. Die Motivation liegt in der Möglichkeit, den f1'-Fehler weiter zu verbessern. Während in Vollfilterung eine Anpassung an f1'({\displaystyle {\overline {y}}}) = 1,5 % möglich ist, kann in Partialfilterung der Fehler der Spektralanpassung (spectral mismatch) auf ca. f1'({\displaystyle {\overline {y}}}) = 0,5 % gesenkt werden. Der hieraus resultierende Vorteil (Reduzierung des Messunsicherheit) wiegt die Fertigungsmehrkosten in Spezialfällen auf.

## Filteraufbau
Nach einer Grobfilterung (identisch zur Vollfilterung) werden sehr kleine Glaspartikel mit einem Einzelvolumen von wenigen Kubikmillimetern auf das Grobfilter gekittet, wobei die Anzahl/Volumen, die Größe, die Ausrichtung und die Position der Glaspartikel sowie der spektrale Transmissionsgrad des Glaspartikels kritisch sind. Diese manuelle Tätigkeit erfordert vorausschauendes Denken sowie Intuition. Da die Glaspartikel nur lokal wirken, kann der Transmissionsgrad der Grobfilterung partiell (spektral)  beeinflusst und somit verbessert werden.
Das fertiggestellte optische Filter muss mit einer Streuscheibe versehen werden, um eine ungleichmäßige (inhomogene) Ausleuchtung der Partialfilter zu verhindern.

## Typische Vorteile
- exzellente f1'-Anpassung (relative Spektralanpassung)
- minimierte Messunsicherheit (mit deutlich reduzierten Mehrkosten in Prozessfolgeschritten)

## Typische Nachteile
- geringere Empfindlichkeit durch notwendigen Einsatz der Homogenisierungs-Streuscheibe
- höhere Kosten durch Materialmehraufwand
- höhere Kosten durch individuelle Herstellung/Aufbau des Messkopfes

## Weblink
- Partialfilterung (spektrum.de)